# 保木城
保木城（ほぎじょう）は、岡山県岡山市東区（旧瀬戸町）瀬戸町保木にあった日本の城。
安芸国の矢野城も「保木城」の別名で呼ばれることがあり、区別のため旧国名を冠して備前保木城と呼ばれることもある。

## 概要
宇喜多氏の家臣であった明石行雄（景親）・守重（全登）父子ら明石氏の居城として天文年間（1532年 - 1554年）に創建されたと考えられている。しかし、城址から出土した土器片は室町時代を降らないものもあることや明石氏が築城したという記録がないことから明石氏が入る前から城があり、天正年間に宇喜多直家が天神山城を落城させたのちに明石景親が保木城に入ったとも言われているが、明石氏以外にこの城に居城した武将の名は知られていない。廃城年は不明であるが、大坂夏の陣で全登が敗走した後に廃城になったと見られる。
小川博毅によると、守重（全登）は、永禄12年前後に保木城で生まれた可能性が高いと指摘している。
現在は土塁、曲輪、堀切、礎石、井戸が遺構として残存しており、岡山市教育委員会が発掘調査を行っている。

## 交通
山陽本線・万富駅より北東へ約2キロ、城山（山陽自動車道のトンネルが貫通している）の山頂。